# Hugo Dietsche
Hugo Dietsche (* 31. März 1963), aus Kriessern im Kanton St. Gallen in der Schweiz, ist ein ehemaliger Ringer, Jugend-Weltmeister und Gewinner einer olympischen Bronzemedaille im griechisch-römischen Stil.

## Leben
Hugo Dietsche begann im Alter von neun Jahren mit dem Ringen in Kriessern, trainiert von Sepp Gisler, der damals Cheftrainer der Ringerstaffel Kriessern war. Die Ringerstaffel Kriessern gehört zu den fixen Grössen im Ringersport in der Schweiz. Mit 18 Jahren wurde Hugo Dietsche Jugendweltmeister in Colorado Springs. Er gewann die Bronzemedaille an den Olympischen Spielen 1984 im griechisch-römischen Stil (GR). Er nahm an weiteren zwei Olympischen spielen als Vertreter für die Schweiz teil. An den Olympischen Spielen 1988 und an den Olympischen Spielen 1992 erreichte er jeweils den 8. Schlussrang. Bei Europameisterschaften errang er je eine Silber- und eine Bronzemedaille. Er ist ausserdem mehrfacher Schweizer Meister in der Einzelwertung und mit der Mannschaft. Während vier Jahren kämpfte er für den AC Bad Reichenhall in Deutschland. Neben seiner Sportkarriere ging er halbtags einer Erwerbstätigkeit nach. Seine Laufbahn als Ringer dauerte mehr als 20 Jahre. Im Dezember 1999 beendete er seine Laufbahn als aktiver Ringer mit dem Prädikat: erfolgreichster Ringer der Schweiz der letzten 50 Jahre. Er begann eine Karriere als Trainer bei der Ringerstaffel Kriessern, bei der er unterdessen Cheftrainer ist.

## Erfolge
- 1981 Weltmeistertitel in der Kategorie Jugend in Colorado Springs
- 1984 Olympiade in Los Angeles: Bronzemedaille im Ringen (Greco, Federgewicht bis 62 kg)